# Fem sange til tekster av Robert Burns og Heinrich Heine
Fem sange til tekster av Robert Burns og Heinrich Heine (Noors voor Vijf liederen naar teksten van Rubert Bruns en Heinrich Heine) is een verzameling liederen van de Noorse componist Eyvind Alnæs. Deze verzameling was kennelijk bestemd voor de Duitse markt, want er zijn geen tekenen gevonden, dat ze ooit in Noorwegen zijn uitgevoerd tijdens Alnæs’ leven. De Engelstalige gedichten van Robert Burns worden in het Duits gezongen. De liederen zijn uitgegeven in 1896, maar weken toen al af van wat de componist doorgaans als stijl hanteerde. Wellicht dat de liederen eerder gecomponeerd zijn.
De liederen zijn:
1. Winterklage (Burns: The wintry west)
2. An eine Nachtigall (Burns: To a woodlark)
3. Ein Jüngling liebt ein Mädchen (Heinrich Heine)
4. Was will die einsame Thräne (Heine)
5. Der erste Psalm  (Burns, First psalm)